# 村瀬俊夫
村瀬 俊夫（むらせ としお、1929年2月15日 - 2020年8月18日）は、日本の牧師、神学校教師。
新改訳聖書のコリント人への手紙第二、テサロニケ人への手紙第二を翻訳した。福音主義神学会の創立に関わった。

## 経歴
東京府出身。東京水産大学卒業、慶應義塾大学大学院文学研究科修士課程修了。文学修士。1953年東京神学塾卒業後、板橋で開拓伝道を開始。日本長老教会、蓮沼キリスト教会牧師、聖契神学校講師。
2020年8月18日15時30分、東京都内の病院で死去。91歳没。

## 著書
- 「公同の手紙」『新聖書注解』いのちのことば社

## 訳書
- J.H.ピックフォード、ドナルドW.バーデック共著、『聖霊のバプテスマ』、ジャパン・コンサバティブ・バプテスト・ミッション、1986年